# 71 Aquilae
71 Aquilae, som är stjärnans Flamsteed-beteckning, är en dubbelstjärna belägen i den mellersta delen av stjärnbilden Örnen, som också har Bayer-beteckningen I Aquliae. Den har en lägsta kombinerad skenbar magnitud på ca 4,33 och är svagt synlig för blotta ögat där ljusföroreningar ej förekommer. Baserat på parallaxmätning inom Hipparcosuppdraget på ca 9,7 mas, beräknas den befinna sig på ett avstånd på ca 340 ljusår (ca 103 parsek) från solen. Den rör sig närmare solen med en heliocentrisk radialhastighet av ca -5,6 km/s. På det beräknade avståndet minskar stjärnans skenbara magnitud med 0,065 enheter genom en skymningsfaktor orsakad av interstellärt stoft.

## Egenskaper
Primärstjärnan 71 Aquilae A är en gul till vit jättestjärna av spektralklass G8 III. Den har en radie som  är ca 18 solradier och utsänder ca 229 gånger mera energi än solen från dess fotosfär vid en effektiv temperatur av ca 5 100 K.
71 Aquilae är en misstänkt variabel, som varierar mellan visuell magnitud +4,30 och 4,33 utan någon fastställd periodicitet.
71 Aquilae är en spektroskopisk dubbelstjärna där närvaron av en omkretsande följeslagare upptäckts genom skiftningar i spektrallinjer orsakade av Dopplereffekten. Följeslagaren rör sig i en cirkulär bana med en period på 205,2 dygn.